# Einar Riegelhuth Koren
Einar Riegelhuth Koren (* 12. November 1984 in Tønsberg; geborener Einar Sand Koren) ist ein ehemaliger norwegischer Handballspieler.
Der 1,90 Meter große und 90 Kilogramm schwere Kreisspieler begann seine Karriere bei IL Runar Sandefjord und spielte ab 2006 beim Haslum HK, mit dem er 2007 norwegischer Meister wurde. Anschließend stand er in der Saison 2009/10 beim FCK Håndbold in Kopenhagen unter Vertrag, mit dem er 2010 den dänischen Pokal gewann. Im Sommer 2010 kehrte er nach Haslum zurück, mit dem er 2011 seine zweite Meisterschaft gewann. 2017 beendete er dort seine Laufbahn.
Einar Riegelhuth Koren stand im Aufgebot der norwegischen Nationalmannschaft. Sein Debüt gab er am 18. November 2006 gegen Dänemark. Er nahm an der Europameisterschaft 2010, der Weltmeisterschaft 2011 und der Europameisterschaft 2012 teil. Bis Juni 2012 erzielte er 109 Tore in 64 Spielen.
Im Sommer 2011 heiratete Einar Riegelhuth Koren die norwegische Handballspielerin Linn-Kristin Riegelhuth Koren.